# Dryopoa dives
Dryopoa dives är en gräsart som först beskrevs av Ferdinand von Mueller, och fick sitt nu gällande namn av Joyce Winifred Vickery. Dryopoa dives ingår i släktet Dryopoa och familjen gräs. Inga underarter finns listade i Catalogue of Life.